# يودات الصوديوم
يودات الصوديوم مركب كيميائي له الصيغة NaIO3 ، ويكون على شكل بلورات بيضاء، وهو عامل مؤكسد.

## الخواص
- مركب يودات الصوديوم ضعيف الانحلالية في الماء، وهو غير منحل في الإيثانول.
- يتميز بخواصه المؤكسدة القوية، بحيث أنه يمكن أن يسبب خطراً في حاله امتزاجه مع المواد قابلة للاشتعال.

## التحضير
يحضر من تفاعل هيدروكسيد الصوديوم مع حمض اليوديك
HIO3 + NaOH → NaIO3 + H2O
أو من تفاعل فلز اليود مع محلول ساخن من هيدروكسيد أو كربونات الصوديوم
3I2 + 6NaOH → NaIO3 + 5NaI + 3H2O

## الاستخدامات
- يضاف بتراكيز قليلة إلى ملح الطعام للحصول على الملح الميود.
- يستعمل ككاشف كيميائي في الكيمياء التحليلية لترسيب أملاح فلزات السيريوم والثوريوم والزركونيوم والهافنيوم من محاليلها في حمض النتريك.